# Peter Dmytruk
Peter Dmytruk (geboren 27. Mai 1920 in Radisson; gestorben 9. Dezember 1943 in Les Martres-de-Veyre) war ein Soldat der kanadischen Luftwaffe und Widerstandskämpfer gegen die Besetzung Frankreichs durch deutsche Truppen während des Zweiten Weltkrieges.

## Leben
Peter Dmytruk war der einzige Sohn ukrainisch-stämmiger Eltern. Kurz vor Ausbruch des Zweiten Weltkrieges zog die Familie von seinem Geburtsort Radisson nach Wynyard, dort meldete sich Dmytruk im Juli 1941 als Freiwilliger bei der kanadischen Luftwaffe. Nach der militärischen Ausbildung und im Range eines Sergeanten wurde er im Juli 1942 als Mitglied der No. 405 Squadron nach England verschifft. Von Standorten in Yorkshire aus als Heckschütze eingesetzt, wurde er am 12. März 1943 östlich von Paris mit seiner Lancaster abgeschossen. 
Er überlebte dieses Ereignis und kam bald in Kontakt mit dem französischen Widerstand gegen die deutsche Besetzung des Landes. Ein Angebot, ihn über die Pyrenäen außer Landes zu schmuggeln, lehnte Dmytruk ab, stattdessen schloss er sich, mit Genehmigung seiner Vorgesetzten, der Résistance an.
Pierre le Canadien, Peter der Kanadier, wie er bald genannt wurde, galt als Draufgänger, bereit, alles und überall zu tun. Seine Fähigkeiten im Schießen kamen ihm dabei ebenso zugute wie seine Kenntnisse im Umgang mit schweren Fahrzeugen. Er beteiligte sich an Diebstählen aus Nachschublagern, Überfällen auf Munitionstransporte und Sabotageakten, etwa auf Eisenbahnstrecken. Am 9. Dezember 1943 geriet er im zentralfranzösischen Les Martres-de-Veyre in eine deutsche Straßensperre und wurde dabei festgenommen. Da er den Eindruck erweckte, für einen kurz zuvor begangenen Anschlag auf einen Truppen- und Munitionszug verantwortlich zu sein, wurde er noch am gleichen Abend standrechtlich erschossen. In dem festen Glauben, den Kopf der lokalen Résistance getötet zu haben, verließen die deutschen Soldaten den Ort, ohne an den Einwohnern ein Exempel in Form einer Massenhinrichtung statuiert zu haben. Dmytruk gilt seither in der Gemeinde und auch der Umgebung als Held, der das Leben von rund 1400 Menschen gerettet hatte.

## Andenken
An der Stelle seiner Erschießung erinnert ein Denkmal an ihn, die französische Gemeinde hat außerdem eine Straße, die Rue Pierre le Canadien, nach ihm benannt. Dmytruk erhielt postum das französische Croix de guerre verliehen, außerdem 1999 den Nation Builders Award des Provinzialverbandes von Saskatchewan des Ukrainian Canadian Congress. Nach Dmytruk wurde ein See im Norden Saskatchewans benannt, der Dmytruk Lake liegt nordwestlich des Cree Lake. Ein 1995 im Reader’s Digest erschienener Bericht mit dem Titel The Prairie Kid who died for France (auf Deutsch: Der Junge aus der Prärie, der für Frankreich starb) erinnert ebenso an ihn wie ein Dokumentarfilm von Telefilm Canada aus dem Jahre 2003. 1972 nahm der Bürgermeister von Les Martres-de-Veyre Kontakt mit seinem Amtskollegen aus Wynyard auf, daraus resultierte im folgenden Jahr eine Gemeindepartnerschaft zwischen beiden Orten.

## Artikel
- Andre Sochaniwsky: 2011 Remembrance - Pierre le Canadien – Flight Sergeant Petro Dmytruk. Artikel im Ukrainian Echo vom 3. November 2011 (englisch)